# سید عبادالله محمودیان
عبادالله محمودیان متولد (۲۸ اردیبهشت ۱۳۲۲ - ۷ دی ۱۴۰۳) محقق و استاد دانشکده علوم ریاضی دانشگاه صنعتی شریف بود. او از مؤسسان انجمن رمز ایران بود. ایشان برگزیده جایزه علمی علامه طباطبایی بنیاد ملی نخبگان در سال ۱۳۹۰ بودند. مراسم تکریم ایشان توسط بنیاد نخبگان استان کرمان در سال ۱۳۹۵ با حضور جمعی از چهره‌های علمی و فرهنگی کشور، شاگردان ایشان و استعدادهای برتر برگزار شد. محمودیان در تاریخ ۷ دی‌ماه ۱۴۰۳ در بیمارستان عرفان درگذشت.

## عضویت در انجمن‌های علمی
- انجمن ریاضی ایران از بدو تأسیس ۱۳۴۸ تا ۱۴۰۳.
- منابع
- صفحهٔ شخصی دکتر سید عبادالله محمودیان در وبگاه دانشگاه شریف؛
- حضور دکتر سلطانخواه در مراسم بزرگداشت دکتر محمودیان؛
- وبگاه دانشکده ریاضی دانشگاه شریف؛
- وبگاه انجمن ریاضی ایران
- خبرنامه انجمن ریاضی ایران

1. ↑  «اعضای مؤسس انجمن». وبگاه انجمن رمز ایران. بایگانی‌شده از اصلی در ۶ اوت ۲۰۱۷. دریافت‌شده در ۲۰۱۷-۰۸-۰۶.